# Michał Paluta
Michał Paluta (Strzelce Krajeńskie, 14 oktober 1995) is een Pools voormalig wielrenner en veldrijder.
In 2019 werd Paluta Pools kampioen op de weg.

## Veldrijden

### Palmares
| Seizoen   | Wereldbeker | Superprestige | bpost bank trofee | WK       | EK       | PK       | Overige    | Totaal aantal zeges |
| Junioren  | Junioren    | Junioren      | Junioren          | Junioren | Junioren | Junioren | Junioren   | Junioren            |
| --------- | ----------- | ------------- | ----------------- | -------- | -------- | -------- | ---------- | ------------------- |
| 2011-2012 |             |               |                   | 26e      |          | Goud     |            | 1                   |
| 2012-2013 |             |               |                   |          |          | Goud     | Gościencin | 2                   |
| Beloften  |             |               |                   |          |          |          |            |                     |
| 2013-2014 |             |               |                   |          |          | Brons    |            | 0                   |
| 2014-2015 |             |               |                   |          |          | Zilver   |            | 0                   |
| 2015-2016 |             |               |                   |          |          | Brons    |            | 0                   |
| Elite     |             |               |                   |          |          |          |            |                     |
| 2015-2016 |             |               |                   |          |          | 6e       |            | 0                   |

## Wegwielrennen

### Overwinningen
2013
 Pools kampioen tijdrijden, Junioren
2015
 Pools kampioen op de weg, Beloften
2016
2e etappe Carpathian Couriers Race
 Pools kampioen op de weg, Beloften
2019
 Pools kampioen op de weg, Elite
2024
Bergklassement Ronde van Polen

### Resultaten in voornaamste wedstrijden
| Jaar | Ronde van Italië | Ronde van Frankrijk | Ronde van Spanje |
| ---- | ---------------- | ------------------- | ---------------- |
| 2016 |                  |                     |                  |
| 2017 |                  |                     |                  |
| 2018 |                  |                     |                  |
| 2019 |                  |                     |                  |
| 2020 |                  |                     | 118e             |

| Jaar | Ronde van Vlaanderen | Amstel Gold Race | Ronde van Lombardije | Gent-Wevelgem | Waalse Pijl |
| ---- | -------------------- | ---------------- | -------------------- | ------------- | ----------- |
| 2016 | opgave               |                  |                      | opgave        |             |
| 2017 |                      | 104e             |                      |               |             |
| 2018 |                      |                  |                      |               |             |
| 2019 |                      |                  |                      |               |             |
| 2020 |                      |                  | buit.tijd            |               | 105e        |

## Ploegen
- 2015 –  CCC Sprandi Polkowice
- 2016 –  CCC Sprandi Polkowice
- 2017 –  CCC Sprandi Polkowice
- 2018 –  CCC Sprandi Polkowice
- 2019 –  CCC Development Team
- 2020 –  CCC Team
- 2021 –  Global 6 Cycling
- 2022 –  JBG2 CryoSpace
- 2024 –  Santic-Wibatech

Banaszek · Brożyna · Černý · Großschartner · Hirt · Honkisz · Kaczmarek · Kiendyś · Kurek · Latoń · Małecki · Marycz · Matysiak · Michajlov · Mrożek · Owsian · Paluta · de la Parte · Paterski · Pluciński · Ponzi · Rebellin · Samojlaw · Stępniak · Stosz · Szmyd · Taciak
Banaszek · Białobłocki · Brożyna · Großschartner · Hirt · Kaczmarek · Koch · Kurek · Małecki · Michajlov · Mrożek · Owsian · Paluta · Paterski · Pluciński · Ponzi · Samojlaw · Schlegel · Sisr · Stosz · Taciak · Tratnik
Antunes · Banaszek · Bernas · Brożyna · Cieślik · Franczak · Gradek · Koch · Kump · Kurek · Małecki · Owsian · Paluta · Pluciński · Sajnok · Schlegel · Sisr · Stosz · Taciak · Tratnik
Barta · Bevin · Černý · De la Parte · De Marchi · Geschke · Gradek · Hirt · Koch · Kotsjetkov · Mareczko · Masnada · Małecki · Paluta · Pauwels · Rosskopf · Sajnok · Schär · Trentin · Valter · Van Avermaet  · Van Hoecke · Van Hooydonck · Van Keirsbulck · Ventoso · Wiśniowski · Zakarin · Zimmermann
Aalrust · Becking · Berlin · Bongiorno · Hansen · Jones · Koerjanov · Mitri · O'Donnell · Paluta · Pettersen · Pithie · Sessler · Steinacher